# Il mio gioco preferito
Il mio gioco preferito é o álbum de estreia da cantora sanmarinense Valentina Monetta. O álbum foi lançado a 19 de Setembro de 2013 e tem 7 faixas. Das 7 canção, 1 é cantada em inglês e as restantes em italiano. O álbum foi gravado com o trio My Funky Valentine.

## Lista de faixas
1. "L'amore verrà" – 2:30
2. "Una giornata bellissima" – 3:16
3. "Dammi un segno" – 3:05
4. "Se parlerà" – 2:41
5. "Think About" – 3:42
6. "Di mia proprietà" – 3:33
7. "Diadabajazz" – 3:00